# پشانکی
پشانکی (به لاتین: Pšánky) یک منطقهٔ مسکونی در جمهوری چک است که در ناحیه هرادتس کرالووه واقع شده‌است.